# Carcinoecetes matutae
Carcinoecetes matutae is een soort in de taxonomische indeling van de Myzozoa, een stam van microscopische parasitaire dieren. Het organisme komt uit het geslacht Carcinoecetes en behoort tot de familie Porosporidae. Carcinoecetes matutae werd in 1959 ontdekt door G.H. Ball.